# Luca Moz
Luca Moz (Vittorio Veneto, 25 giugno 1962) è un ex calciatore italiano, di ruolo difensore.
Nella sua carriera ha realizzato 4 reti in Serie A.